# Chaetolepis sessilis
Chaetolepis sessilis är en tvåhjärtbladig växtart som beskrevs av Henri François Pittier. Chaetolepis sessilis ingår i släktet Chaetolepis och familjen Melastomataceae. Inga underarter finns listade i Catalogue of Life.